# Sphagnum contortulum.
Sphagnum contortulum. är en bladmossart som beskrevs av H. Crum 1991. Sphagnum contortulum. ingår i släktet vitmossor, och familjen Sphagnaceae. Inga underarter finns listade i Catalogue of Life.